# Tribal house
Tribal house är en elektronisk dansmusik inom housegenren som har av inslag av traditionell musik från olika delar av världen. Främst från Indien, Mellanöstern, Afrika och Sydamerika. Detta kan innebära allt från vokaler till (och oftast) olika typer av trummor som t.ex. darbuka, congas, bongos, tablas, mm.